# Simon Preston
Pour les articles homonymes, voir Preston.
Simon Preston, né le 4 août 1938 à Bournemouth et mort le 13 mai 2022, est un organiste, claveciniste et chef de chœur britannique.

## Carrière
Simon John Preston a fait ses études musicales au King's College de Cambridge où il a été membre du chœur et à la Royal Academy of Music de Londres avec Charles Trevor (1956-1958). En 1962, il dirige pour la première fois le chœur dans la Messe glagolitique de Janáček. De 1962 à 1967, il est deuxième organiste à l'Abbaye de Westminster avant d'être titulaire de l'orgue de l'abbaye de St Alban. En 1970, il officie à l'orgue de la Christchurch d'Oxford puis dirige le chœur Bach d'Oxford de 1971 à 1974.
Il a été organiste titulaire de Westminster de 1981 à sa mort. Il a enregistré l'intégrale des concertos pour orgue et orchestre de Haendel. De même, il a enregistré les sonates en trio de Johann Sébastian Bach BWV 525-530. En 2009, il tient l'orgue pour l'enregistrement du Te Deum op.22 de Berlioz avec The BBC National Orchestra of Walles sous la direction de Susanna Mälkki (CD BBC Music Magazine 2010).

## Source
- Alain Pâris, Dictionnaire des interprètes, Bouquins/Laffont, 1989, p. 700